# Ulrika Pasch
Pour les articles homonymes, voir Pasch.
Ulrika Pasch, née le 10 juillet 1735 à Stockholm et morte le 2 avril 1796, est une peintre suédoise.

## Biographie
Elle est la fille de Lorens Pasch l'ancien, la sœur de Lorens Pasch le jeune et la nièce de Johan Pasch, tous trois également peintres. 
Elle est la première femme membre de l'Académie royale des arts de Suède, dès sa fondation en 1773.

## Hommage
Depuis 2012, un cratère de la planète Mercure est nommé Pasch en son honneur.